# Hemerodromia pila
Hemerodromia pila är en tvåvingeart som beskrevs av Smith 1965. Hemerodromia pila ingår i släktet Hemerodromia och familjen dansflugor.
Artens utbredningsområde är Nepal. Inga underarter finns listade i Catalogue of Life.